# III liga polska w piłce siatkowej mężczyzn (2013/2014)
III liga polska w piłce siatkowej mężczyzn 2013/2014 – rozgrywki czwartej w hierarchii po PLPS (PlusLidze), I lidze i II lidze - klasy męskich ligowych rozgrywek siatkarskich w Polsce. Rywalizacja w niej toczy się systemem ligowym - o awans do II ligi, a za jej prowadzenie odpowiadają Wojewódzkie Związki Piłki Siatkowej. W niektórych województwach gra się rundy play-off. Najlepsze dwie drużyny każdego z województw miały prawo wystąpić w turniejach o awans do II ligi organizowanych przez Polski Związek Piłki Siatkowej - półfinałowych i finałowych. W każdym turnieju udział brały 4 drużyny, w półfinałowych 2 najlepsze z każdego z nich awansowały dalej, a w turnieju finałowym tylko najlepsza drużyna każdego z turniejów awansowała finalnie do II ligi. W niektórych województwach najsłabsze drużyny są relegowane do IV ligi, jeśli w danym województwie ona funkcjonuje.

## Turnieje półfinałowe[1]

### Lubsko
| miejsce | drużyna            | mecze | punkty | sety | małe punkty |
| ------- | ------------------ | ----- | ------ | ---- | ----------- |
| 1       | Gryf-Arena Gryfice | 3     | 6      | 9:3  | 285:235     |
| 2       | SPS Eurotax Lubsko | 3     | 5      | 7:7  | 302:295     |
| 3       | PKS MOS Zbąszyń    | 3     | 4      | 5:7  | 231:264     |
| 4       | MUKS Ikar Legnica  | 3     | 3      | 5:9  | 286:310     |

     awans do turnieju finałowego

### Gniezno
| miejsce | drużyna                              | mecze | punkty | sety | małe punkty | adnotacja                     |
| ------- | ------------------------------------ | ----- | ------ | ---- | ----------- | ----------------------------- |
| 1       | Dolmat Siatkarz Oleśnica             | 3     | 5      | 7:4  | 259:220     |                               |
| 2       | UKS OPP Powiat Kołobrzeski Kołobrzeg | 3     | 5      | 7:6  | 276:285     |                               |
| 3       | KS Gniezno                           | 3     | 4      | 5:7  | 258:273     | awans do II ligi decyzją PZPS |
| 4       | UKS Jedynka Szprotawa                | 3     | 4      | 4:6  | 208:223     |                               |

     awans do turnieju finałowego

### Słupsk
| miejsce | drużyna                            | mecze | punkty | sety | małe punkty |
| ------- | ---------------------------------- | ----- | ------ | ---- | ----------- |
| 1       | SPS Słupsk                         | 3     | 6      | 9:1  | 253:209     |
| 2       | LZS Jastrzębie Lipno               | 3     | 5      | 6:3  | 214:195     |
| 3       | Wenglorz-Volley Lidzbark Warmiński | 3     | 4      | 3:8  | 222:255     |
| 4       | ULKS Opal Kudowa Zdrój             | 3     | 3      | 3:9  | 255:285     |

     awans do turnieju finałowego

### Kamieniec
| miejsce | drużyna                          | mecze | punkty | sety | małe punkty |
| ------- | -------------------------------- | ----- | ------ | ---- | ----------- |
| 1       | KS Chełmża                       | 3     | 6      | 9:3  | 277:216     |
| 2       | Volleyball Team OKS COCON Olesno | 3     | 5      | 7:4  | 259:225     |
| 3       | CSiR Basten Kamieniec            | 3     | 4      | 5:6  | 230:246     |
| 4       | UKS Olimpijczyk Pruszcz Gdański  | 3     | 3      | 1:9  | 169:248     |

     awans do turnieju finałowego

### Kozienice
| miejsce | drużyna               | mecze | punkty | sety | małe punkty |
| ------- | --------------------- | ----- | ------ | ---- | ----------- |
| 1       | KKS Kozienice         | 3     | 6      | 9:2  | 279:222     |
| 2       | LKPS Lublin           | 3     | 5      | 6:7  | 283:294     |
| 3       | LKS Luks Dobroń       | 3     | 4      | 7:6  | 285:294     |
| 4       | SST Lubcza Racławówka | 3     | 3      | 2:9  | 221:258     |

     awans do turnieju finałowego

### Chełm
| miejsce | drużyna                          | mecze | punkty | sety | małe punkty |
| ------- | -------------------------------- | ----- | ------ | ---- | ----------- |
| 1       | MKS MDK Warszawa                 | 3     | 6      | 9:1  | 248:205     |
| 2       | MUKS Siatkarz Wieluń             | 3     | 5      | 6:4  | 227:229     |
| 3       | SMS Gump Ostrowiec Świętokrzyski | 3     | 4      | 4:7  | 250:269     |
| 4       | UKS Tempo Chełm                  | 3     | 3      | 2:9  | 252:274     |

     awans do turnieju finałowego

### Olkusz
| miejsce | drużyna                        | mecze | punkty | sety | małe punkty |
| ------- | ------------------------------ | ----- | ------ | ---- | ----------- |
| 1       | LKS Kłos Olkusz                | 3     | 6      | 9:3  | 284:249     |
| 2       | SK Górnik Radlin               | 3     | 5      | 8:4  | 277:245     |
| 3       | LKS Głogovia Głogów Małopolski | 3     | 4      | 5:7  | 273:270     |
| 4       | LMKS Piast Gorzów Śląski       | 3     | 3      | 1:9  | 177:247     |

     awans do turnieju finałowego

### Sędziszów Małopolski
| miejsce | drużyna                        | mecze | punkty | sety | małe punkty | adnotacja                     |
| ------- | ------------------------------ | ----- | ------ | ---- | ----------- | ----------------------------- |
| 1       | MKS MOS Płomień Sosnowiec      | 3     | 6      | 9:2  | 266:230     |                               |
| 2       | UKS Tęcza Sędziszów Małopolski | 3     | 5      | 7:4  | 245:245     |                               |
| 3       | UKS Grunwald Chełmek           | 3     | 4      | 5:6  | 245:245     |                               |
| 4       | UKS Mickiewicz Kluczbork       | 3     | 3      | 0:9  | 189:225     | awans do II ligi decyzją PZPS |

     awans do turnieju finałowego

## Turnieje finałowe[2]

### Gryfice
| miejsce | drużyna              | mecze | punkty | sety | małe punkty |
| ------- | -------------------- | ----- | ------ | ---- | ----------- |
| 1       | SK Górnik Radlin     | 3     | 6      | 9:4  | 297:259     |
| 2       | KKS Kozienice        | 3     | 4      | 6:6  | 259:264     |
| 3       | LZS Jastrzębie Lipno | 3     | 4      | 4:6  | 212:234     |
| 4       | Gryf-Arena Gryfice   | 3     | 4      | 4:7  | 235:246     |

     - awans do II ligi

### Oleśnica
| miejsce | drużyna                          | mecze | punkty | sety | małe punkty | adnotacja          |
| ------- | -------------------------------- | ----- | ------ | ---- | ----------- | ------------------ |
| 1       | MKS MDK Warszawa                 | 3     | 6      | 9:2  | 261:218     |                    |
| 2       | Dolmat Siatkarz Oleśnica         | 3     | 5      | 8:4  | 273:258     | awans decyzją PZPS |
| 3       | Volleyball Team Cocon OKS Olesno | 3     | 4      | 3:7  | 200:242     |                    |
| 4       | UKS Tęcza Sędziszów Małopolski   | 3     | 3      | 2:9  | 247:263     |                    |

     - awans do II ligi

### Słupsk
| miejsce | drużyna            | mecze | punkty | sety | małe punkty | adnotacja          |
| ------- | ------------------ | ----- | ------ | ---- | ----------- | ------------------ |
| 1       | SPS Słupsk         | 3     | 6      | 9:4  | 302:270     |                    |
| 2       | LKS Kłos Olkusz    | 3     | 5      | 7:4  | 233:236     | awans decyzją PZPS |
| 3       | LKPS Lublin        | 3     | 4      | 6:7  | 287:301     |                    |
| 4       | SPS Eurotax Lubsko | 3     | 3      | 2:9  | 231:246     |                    |

     - awans do II ligi

### Chełmża
| miejsce | drużyna                              | mecze | punkty | sety | małe punkty | adnotacja          |
| ------- | ------------------------------------ | ----- | ------ | ---- | ----------- | ------------------ |
| 1       | KS Chełmża                           | 3     | 6      | 9:2  | 258:212     |                    |
| 2       | MKS MOS Płomień Sosnowiec            | 3     | 5      | 8:5  | 280:255     | awans decyzją PZPS |
| 3       | MUKS Siatkarz Wieluń                 | 3     | 4      | 5:7  | 253:266     |                    |
| 4       | UKS OPP Powiat Kołobrzeski Kołobrzeg | 3     | 3      | 1:9  | 188:246     | awans decyzją PZPS |

     - awans do II ligi